# Koltur
Koltur és una petita illa (2,3 km²) de l'arxipèlag de les Fèroe, on ocupa una posició central, a l'oest de Streymoy i al nord de Hestur.
Bona part de l'illa consisteix en una muntanya homònima de 477 m.
El seu poblament començà amb una casa de pagès al sud anomenada Heirni i Húsi, que després es veié complementada per una altra al nord (Norduri i Gerdum) i finalment dues més. Tots aquests incipients nuclis li donaren un màxim de població de 50 habitants.
Actualment però, Koltur és l'illa habitada amb menys població de les Fèroe. Dues persones (Bjørn i Lükka Patursson) provinents de Kirkjubøur s'instal·laren a Norduri i Gerdum el 1990. Actualment però (2020) només hi viu una sola persona. Prèviament, l'illa havia estat deshabitada un any, en marxar-ne els darrers pastors d'ovelles que hi vivien. Per això forma part del grup d'illes anomenades Útoyggjar (illes exteriors o perifèriques en feroès), que tenen en comú la mala comunicació amb la resta d'illes i escassa població.
A l'illa no s'hi pot accedir amb ferry, però un helicòpter hi va tres cops per setmana.

## Enllaços exsterns
- Faroestamps.fo Arxivat 2005-11-24 a Wayback Machine. (feroès, alemany, anglès, francès i danès)
- Koltursgarður - Øya Koltur (Pàgina dels seus habitants actuals, en feroès)